# Đạo luật Sáng kiến Bảo vệ và Tăng cường Đồng minh Quốc tế Đài Loan
Đạo luật Sáng kiến Bảo vệ và Tăng cường Đồng minh Quốc tế Đài Loan (tiếng Anh: Taiwan Allies International Protection and Enhancement Initiative Act of 2019, thường được gọi tắt là TAIPEI Act) là một Đạo luật của Quốc hội Hoa Kỳ nhằm mục đích gia tăng phạm vi quan hệ Hoa Kỳ - Đài Loan và khuyến khích các quốc gia và tổ chức quốc tế khác tăng cường quan hệ chính thức và không chính thức với lãnh thổ Đài Loan, mà có tên chính thức là Trung Hoa Dân Quốc.
Đạo luật này được coi là một bước tiến mới trong mối quan hệ Mỹ-Đài, sau khi có Đạo luật Du lịch Đài Loan năm 2018 và được thông qua vào thời điểm Cộng hòa Nhân dân Trung Hoa (Trung Quốc) tăng cường chiến dịch hạn chế không gian ngoại giao của Đài Loan nhằm cô lập quốc gia này.

## Bối cảnh
Sau khi bà Thái Anh Văn nhậm chức Tổng thống Trung Hoa Dân Quốc (Đài Loan) hồi năm 2016, Trung Quốc đã bắt đầu một chiến dịch rộng lớn nhằm cô lập hòn đảo này. Kết quả là cho đến năm 2019, số quốc gia duy trì quan hệ ngoại giao với Đài Bắc đã giảm từ 22 xuống còn 15. Trong khi đó, sau khi ông Donald Trump đắc cử Tổng thống Hoa Kỳ, quan hệ Hoa Kỳ - Trung Quốc đã dần xấu đi, đặc biệt là kể từ khi bắt đầu thương chiến Mỹ-Trung vào năm 2018. Trong khi Đài Loan hứng chịu việc bị thu hẹp không gian ngoại giao, quan hệ giữa họ với Hoa Kỳ lại có những bước đột phá lớn, bao gồm cả việc thông qua Đạo luật Du lịch Đài Loan và các cuộc họp cấp nội các giữa hai nước. Như một cách đánh tiếng với những quốc gia còn lại muốn hủy bỏ sự công nhận Đài Loan, và nhằm cho phép hòn đảo này tham gia nhiều hơn vào các tổ chức quốc tế, Đạo luật TAIPEI đã được hình thành.

## Nội dung
Trong Đạo luật TAIPEI nêu rõ chính phủ Hoa Kỳ sẽ xem xét tăng cường các mối quan hệ kinh tế, an ninh và ngoại giao với các nước đã chứng tỏ rõ ràng có những quan hệ được nâng cấp và tăng cường với Đài Loan và giảm những quan hệ đó với những nước đã áp dụng các động thái nghiêm trọng hoặc đáng chú ý nhằm phá hoại Đài Loan. Ngôn ngữ này được hiểu rằng Hoa Kỳ sẽ trừng phạt những quốc gia nào gây tổn hại cho Đài Loan.